# Opha May Johnson
Opha May Johnson (née Jacob, 4 mai 1878 - 11 août 1955) est la première femme connue à s'être engagée dans le Corps des Marines des États-Unis. Elle rejoint la réserve du Corps des Marines, le 13 août 1918, devenant officiellement la première femme marine américaine.

## Biographie
Opha May Johnson naît le 4 mai 1878 à Kokomo (Indiana) aux États-Unis. Elle est diplômée de la section sténographie et dactylographie du Wood's Commercial College de Washington, en 1895. En tant que major de sa classe, elle a « diverti l'auditoire avec un exposé soigneusement préparé ».
Elle épouse Victor Hugo Johnson (1873-1950) le 20 décembre 1898 à la Sixième église presbytérienne de Washington, D.C.. Au moment de leur mariage, Victor Johnson est le directeur musical de l'Opéra de Lafayette Square (en).
Avant de rejoindre les Marines, Johnson est dans la fonction publique, et travaille pour la Commission du commerce interétatique.

## Service militaire

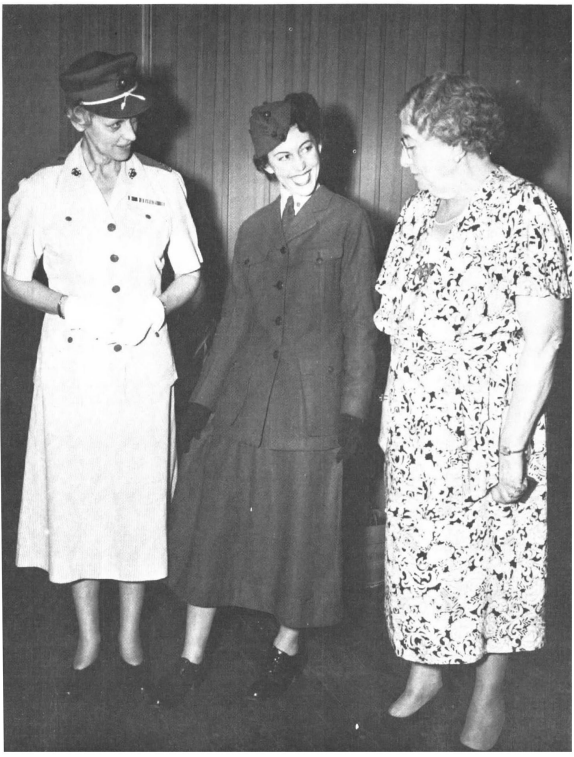
En 1946, Opha Johnson (à l'extrême droite), première femme marine du Corps des Marines, et l'ancienne directrice des femmes marines, le colonel Katherine A. Towle (à l'extrême gauche), admirent l'uniforme porté par Mme Johnson, présenté par le soldat de première classe Muriel Albert.

Opha May Johnson devient la première femme connue à s'engager dans le Corps des Marines, le 13 août 1918, lorsqu'elle rejoint la réserve du Corps des Marines pendant la Première Guerre mondiale. Johnson, parce qu'elle est la première dans la file ce jour-là, est la première de plus de 300 femmes à s'engager dans la réserve du Corps des Marines pendant la Première Guerre mondiale. Elle a 39 ans au moment de son engagement. 
Selon des articles de journaux de 1918, ainsi que l'histoire publiée de Women Marines in World War I, les premières fonctions de Johnson étaient celles d'un commis au quartier général du Corps des Marines, gérant les dossiers d'autres femmes réservistes qui s'étaient engagées après elle,,,. Elle est promue sergent en septembre et est la femme la plus gradée du Corps des Marines pendant son service.
Le 11 juillet 1919, l'American Legion, association d'anciens combattants, accorde une charte au premier poste de réservistes féminins du Corps des Marines. Connu sous le nom de Belleau Wood Post No. 1, il comptait 90 femmes qui avaient travaillé au quartier général du Corps des Marines. Johnson est un membre fondateur de ce poste.
À la fin de la Première Guerre mondiale, le Corps des Marines, comme toutes les autres armées, commence à retirer progressivement les femmes, y compris Opha May Johnson, du service actif. Après sa brève carrière militaire, elle devient employée au département de la Guerre et travaille pour le Corps des Marines en tant que fonctionnaire jusqu'à sa retraite en 1943.

## Décès et enterrement
Johnson est décédée le 11 août 1955 à l'hôpital pour vétérans Mount Alto à Washington, D.C. Les services funéraires ont lieu au Warner E. Pumphrey Funeral Home le 13 août 1955, 37 ans jour pour jour après qu'elle a été la première de la file des femmes répondant à l'appel pour devenir une Marine américaine. Enterrée près de son mari et de ses parents au cimetière de Rock Creek (en), sa tombe n'est pas marquée.  Fin 2017, l'Association des femmes marines a commencé à collecter des fonds pour placer une pierre tombale sur son lieu de sépulture Le 29 août 2018, elle reçoit une pierre tombale qui célèbre les 100 ans des femmes dans les marines.

## Erreurs biographiques courantes
Des historiens du Corps des Marines ont souligné que des erreurs concernant Johnson ont circulé et ont été publiées, la première d'entre elles concernant son deuxième prénom. Bien que beaucoup aient identifié l'orthographe de son deuxième prénom comme étant Mae, Johnson a épelé son deuxième prénom May sur son formulaire d'enrôlement,.
La deuxième erreur généralement publiée est son âge au moment de son enrôlement. Bien que de nombreuses personnes indiquent que son année de naissance est 1900, ce qui la place à la fin de l'adolescence au moment de son enrôlement, on sait qu'elle avait 39 ans au moment de son enrôlement,,.
Une troisième erreur concerne sa photographie officielle. Une autre photographie bien connue de trois soldats féminins des Marines (Mary Kelly, May O'Keefe et Ruth Spike) en 1918, a été recadrée pour ne montrer que la figure centrale et publiée correctement comme étant May O'Keefe. Plus tard, cette photo recadrée a été attribuée à tort à Johnson et utilisée par la suite par des sources par ailleurs fiables,.